# Бомбардування Праги

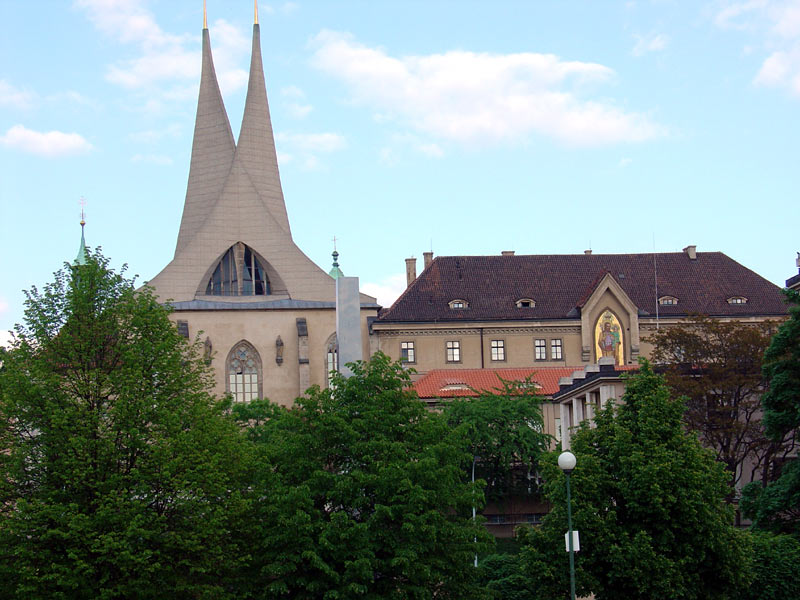
Сучасний вигляд Еммауського монастиря у Празі. На місці старовинних веж костелу, зруйнованих бомбардуванням 14 лютого 1945 року, було зведено оригінальні схрещені крила

Бомбардування Праги — бомбардування столиці окупованої Німеччиною Чехословаччини, проведені Військово-повітряними силами США.
Як стверджувало згодом американське командування, два з трьох руйнівних бомбардувань були проведені помилково.

## 15 листопада 1944 року
Опівдні 15 листопада 1944 року приблизно 12 бомб було скинуто з двох літаків невідомого походження (ймовірно, американських) на муніципальну електростанцію (300 метрів на захід від станції метро Голешовіце. Станція не постраждала, однак поранено 15 робітників. У сусідніх будинках людей, яких знаходилися поблизу вікон, убило осколками. Три бомби впали на купи вугілля на майданчику станції та згодом були знешкоджені.
Бомбардування було, можливо, незапланованим. Атаки на фабрики ČKD у Височанах та Лібені планувалися на 30 жовтня, але не були зроблені.

## 14 лютого 1945 року
14 лютого 1945 року 62 бомбардувальники B-17 Flying Fortress скинули 52 тонни бомб на густонаселені райони Праги. В результаті загинула 701 особа і було поранено 1184 особи, всі вони були цивільними. Було зруйновано всього 93 будівлі та близько 200 пошкоджено, деякі з яких представляли культурно-історичну цінність (напр., Еммауський монастир, будинок Фауста, будівля синагоги на Виноградах, статуї на Карловому мосту). Бомбометанням було знищено монастир Емаузи, який у 1947 році мав святкувати 600-річчя від часу заснування Карлом IV. Монастир потім відновлювали кілька десятків років. Мілена Шотолова, якій під час нальоту було 10 років, розповідала: «Що було найстрашніше після бомбардування, то це пожежі — над Ботанічним садом горіли приміщення Національного театру, над нами горіла лікарня, знищено було Емауський монастир, міст Палацького… Цю заграву було видно із наших вікон. Мені цього ніколи не забути».
11 000 жителів Праги залишилися без даху над головою. Жоден із військових заводів у Празі не отримав ніяких пошкоджень.
«Вчора ми повною мірою зрозуміли значення слова "терор"», — повідомило після бомбардування чеське радіо. Під час похорону жертв керівник останнього уряду Протекторату Богемії та Моравії Ріхард Бінерт зазначив, що противник безжально знищив пам'ятники культури, лікарні та житлові квартали: «Бомбардування коштувало життя великій кількості наших громадян, багато хто був поранений, втратив дах над головою. Всі вони жертви того безжального способу, яким ворог веде цю війну, не шкодуючи ні жінок, ні дітей, ні хворих».
Як пізніше стверджували представники американських ВПС, бомбардування відбулося помилково внаслідок того, що літаки, що летіли бомбардувати Дрезден, збилися з курсу. Історик Ян Борис Углірж стверджує, що Прага в американців була запасною метою в ході нальотів на Дрезден, а оскільки йти на посадку з бомбами на борту бомбардувальники не могли, то вони відпрацювали по Празі, при цьому повз намічені цілі — Головний і Сміховський вокзали . Через погану видимість бомби впали на житлові квартали між вокзалами. Примітно, що пражани були впевнені, що їхнє місто ніхто не бомбитиме, тому при сигналі повітряної тривоги не совалися в бомбосховищах. Тому «під час бомбардування, яке тривало лише 5 хвилин, загинуло більше людей, ніж під час знаменитого німецького нальоту на Ковентрі.
Згідно з документами Національного Архіву США в Меріленді, Прага фігурує як вторинна мета операції «830» у статистичному аналізі бомбардувальних операцій 8-ї повітряної армії, а для польоту до Дрездена у групи, що відбомбилася по Празі, просто не вистачило б пального.

## 25 березня 1945 року
Єдине заплановане бомбардування Праги відбулося у Вербну неділю 25 березня 1945 року і було зроблено з 650 бомбардувальників, які вилетіли з Італії у супроводі винищувачів. Атаку зазнали фабрики ČKD у східній Празі та військові аеродроми Кбели (Kbely), Летняни (Letňany) та Чаковіце (Čakovice).
Неділя була обрана, щоб зменшити кількість людських жертв. Атака проводилася хвилями з 50 літаків у кожній у проміжку часу між 11:48 ранку та 1:02 опівночі. Винищувачі супроводу Lockheed P-38 збили німецький Me 262, який упав біля Празького зоопарку. В результаті нальоту 235 людей загинули і 417 отримали поранення, 90 будівель були знищені і 1360 сильно пошкоджені.

## Інші бомбардування чеських міст
Бомбардування Пільзена (Пльзня) союзники розпочали з 25 квітня 1942 року, але найпотужніші авіаудари відбулися у лютому та квітні 1945-го. Метою бомбардувань у цьому місті були насамперед заводи «Шкода», що входили до промислової групи «Герман Герінг Верке» і були модернізовані для випуску військової продукції. Після лютневих нальотів виробничу базу було знищено на 70%. Однак масовані бомбардування Пільзена продовжились і після цього.
У вересні 1944 року союзні ВПС бомбардували Карлсбад (Карлові Вари), скинувши на місто близько 25 тонн бомб. Наступний наліт на Карлсбад було проведено 17 квітня 1945 року, коли 500 бомб уразили не лише військові цілі, а й житлові будинки. 19 квітня відбулося третє бомбардування, в якому було використано 55 тонн запальних та 170 тонн фугасних бомб.
З березня 1945 проводилися авіанальоти на Егер (Хеб), 8 квітня на це місто було скинуто 328 тонн бомб.
17 і 19 квітня 1945 року союзники провели бомбардування Усть-над-Лабою.

## Пам'ять
До 65-ї річниці бомбардування в 2010 році було підготовлено виставку фотографій, на яких зафіксовано Прагу після нападу американських військово-повітряних сил.